# Phytoseiidae
Die Phytoseiidae sind eine Familie der Raubmilben (Gamasida), die weltweit verbreitet ist. Ihre Beute besteht aus verschiedenen Pflanzenschädlingen wie Fransenflüglern, Spinnmilben oder Gallmilben. Daher können sie zur Biologischen Schädlingsbekämpfung eingesetzt werden. Ihre Bedeutung für die Landwirtschaft hat dazu geführt, dass die Familie im Gegensatz zu vielen anderen Milbenfamilien gut untersucht ist. 

## Lebensweise
Die Mehrzahl der Arten dieser Familie sind freilebend, sie ernähren sich räuberisch von Insekten, z. B. Fransenflüglern, Jungstadien anderer Milben sowie Fadenwürmern und deren Eiern. Einige Arten fressen am Myzel von Pilzen, andere können sich bei Mangel an tierischer Nahrung auch ausschließlich von Blütenpollen ernähren.

## Systematik
In der Familie Phytoseiidae gibt es drei Unterfamilien, die Amblyseiinae, die Phytoseiinae und die Typhlodrominae mit insgesamt 16 Tribus. Insgesamt werden rund 2450 Arten in 90 Gattungen unterschieden.
Die Unterfamilien mit Gattungen:
Stand: 15. November 2015
- Unterfamilie Amblyseiinae Muma, 1961
  - Tribus Afroseiulini Chant & McMurtry, 2006
    - Afroseiulus Chant & McMurtry, 2006

  - Tribus Amblyseiini Muma, 1961
    - Subtribus Amblyseiina Muma, 1961
      - Amblyseiella Muma, 1955
      - Amblyseius Berlese, 1914
      - Chelaseius Muma & Denmark, 1968
      - Graminaseius Chant & McMurtry, 2004
      - Honduriella Denmark & Evans, 1999
      - Maunnaseius Chant & McMurtry, 2004
      - Parachelaseius Denmark & Evans, 2011
      - Transeius Chant & McMurtry, 2004

    - Subtribus Arrenoseiina Chant & McMurtry, 2004
      - Arrenoseius Wainstein, 1962
      - Iphiseiodes De Leon, 1966
      - Paraamblyseius Muma, 1962
      - Phytoscutus Muma, 1961

    - Subtribus Proprioseiopsina Chant & McMurtry, 2004
      - Flagroseius Karg, 1983
      - Proprioseiopsis Muma, 1961
      - Proprioseiulus Muma, 1968
      - Swirskiseius Denmark & Evans, 1999
      - Tenorioseius Wainstein, 1983

  - Tribus Euseiini Chant & McMurtry, 2005
    - Subtribus Euseiina Chant & McMurtry, 2005
      - Euseius Wainstein, 1962
      - Iphiseius Berlese, 1921

    - Subtribus Ricoseiina Chant & McMurtry, 2005
      - Ricoseius De Leon, 1965

    - Subtribus Typhlodromalina Chant & McMurtry, 2005
      - Amblydromalus Chant & McMurtry, 2005
      - Prasadromalus Chant & McMurtry, 2005
      - Quadromalus Moraes, Denmark & Guerrero, 1982
      - Tenuisternum Fiaboe, Moraes & Gondim, 2004
      - Typhlodromalus Muma, 1961
      - Ueckermannseius Chant & McMurtry, 2005

  - Tribus Indoseiulini Ehara & Amano, 1998
    - Gynaeseius Wainstein, 1962

  - Tribus Kampimodromini Kolodochka, 1998
    - Subtribus Kampimodromina Chant & McMurtry, 2003
      - Amblymexica Denmark & Evans, 2011
      - Asperoseius Chant, 1957
      - Eharius Tuttle & Muma, 1973
      - Kampimodromus Nesbitt, 1951
      - Kampimoseiulella Chant & McMurtry, 2003
      - Okiseius Ehara, 1967
      - Paraamblyseiulella Chant & McMurtry, 2003
      - Parakampimodromus Chant & McMurtry, 2003
      - Proprioseius Chant, 1957

    - Subtribus Paraphytoseiina Chant & McMurtry, 2003
      - Amblyseiulella Muma, 1961
      - Neoparaphytoseius Chant & McMurtry, 2003
      - Paraphytoevanseius Prasat, 2015
      - Paraphytoseius Swirski & Shechter, 1961

    - Subtribus Typhloseiellina Chant & McMurtry, 2003
      - Typhloseiella Muma, 1961

  - Tribus Macroseiini Chant, Denmark & Baker, 1959
    - Macroseius Chant, Denmark & Baker, 1959

  - Tribus Neoseiulini Chant & McMurtry, 2003
    - Archeosetus Chant & McMurtry, 2003
    - Chileseius Gonzalez & Schuster, 1962
    - Evansoseius Sheals, 1962
    - Macrocaudus Moraes, McMurtry & Mineiro, 2003 
    - Neoseiulus Hughes, 1948
    - Olpiseius Beard, 2001
    - Paragigagnathus Amitai & Grinberg, 1971
    - Pholaseius Beard, 2001
    - Phyllodromus De Leon, 1959
    - Ragusaseius Kreiter, 2010
    - Rubuseius Ragusa, 2003

  - Tribus Phytoseiulini Chant & McMurtry, 2006
    - Phytoseiulus Evans, 1952

  - Tribus Typhlodromipsini Chant & McMurtry, 2005
    - Afrodromips Chant & McMurtry, 2005
    - Aristadromips Chant & McMurtry, 2005
    - Diaphoroseius Chant & McMurtry, 2005
    - Knopkirie Beard, 2001
    - Metadromips Chant & McMurtry, 2005
    - Phytodromips Chant & McMurtry, 2005
    - Scapuladromips Karg & Oomen-Kalsbeek, 1987
    - Typhlodromips De Leon, 1965

  - Incertae sedis innerhalb der Unterfamilie:
    - Ingaseius Barbosa, Rocha & Ferla, 2014
    - Serraseius Moraes, Barbosa & Castro, 2013

- Unterfamilie Phytoseiinae Berlese, 1916
  -     - Chantia Pritchard & Baker, 1962
    - Phytoseius Ribaga, 1904
    - Platyseiella Muma, 1961

- Unterfamilie Typhlodrominae Scheuten, 1857
  - Tribus Chanteiini Chant & Yoshida-Shaul, 1986
    - Chanteius Wainstein, 1962
    - Cocoseius Denmark & Andrews, 1981
    - Papuaseius Chant & McMurtry, 1994

  - Tribus Galendromimini Chant & McMurtry, 1994
    - Breviseius Moraes, Barbosa & Castro, 2013
    - Cydnoseius Muma, 1967
    - Galendromimus Muma, 1961
      - Untergattung Galendromimus (Galendromimus) Chant & McMurtry, 1994
      - Untergattung Galendromimus (Nothoseius) Chant & McMurtry, 1994

    - Silvaseius Chant & McMurtry, 1994

  - Tribus Metaseiulini Chant & McMurtry, 1994
    - Africoseiulella Kreiter, 2006
    - Galendromus Muma, 1961
      - Untergattung Galendromus (Galendromus) Muma, 1963
      - Untergattung Galendromus (Mugidromus) Tuttle & Muma, 1973

    - Gigagnathus Chant, 1965
    - Metaseiulus Muma, 1961
      - Untergattung Metaseiulus (Metaseiulus) Chant & McMurtry, 1994
      - Untergattung Metaseiulus (Leonodromus) Chant & McMurtry, 1994

    - Typhlodromina Muma, 1961

  - Tribus Paraseiulini Wainstein, 1976
    - Australiseiulus Muma, 1961
    - Paraseiulus Muma, 1961

  - Tribus Typhlodromini Wainstein, 1962
    - Neoseiulella Muma, 1961
    - Typhlodromus Scheuten, 1957
      - Untergattung Typhlodromus (Typhlodromus) Scheuten, 1957
      - Untergattung Typhlodromus (Anthoseius) De Leon, 1968

    - Typhloseiulus Chant & McMurtry, 1994

  - Tribus Typhloseiopsini Chant & McMurtry, 1994
    - Africoseiulus Chant & McMurtry, 1994
    - Meyerius van der Merwe, 1968
    - Leonseius Chant & McMurtry, 1994
    - Typhloseiopsis De Leon, 1959

  - Incertae sedis innerhalb der Unterfamilie:
    - Indiraseiulus Denmark & Evans, 2011